# NGC 5744
NGC 5744 (другие обозначения — ESO 580-23, MCG -3-38-7, IRAS14438-1818, PGC 52761) — галактика в созвездии Весы.
Этот объект входит в число перечисленных в оригинальной редакции «Нового общего каталога».